# Lennart Nilsson (ämbetsman)
Karl Folke Lennart Nilsson, född 14 november 1942 i Örkened, är en svensk nationalekonom och ämbetsman. Han var generaldirektör för Statistiska centralbyrån 1979–1983, generaldirektör för Riksskatteverket 1983–1995 och vd för Första AP-fonden.

## Biografi
Nilsson studerade nationalekonomi vid Lunds unversitet och tog ut filosofie kandidatexamen 1966. Efter studierna arbetade han som lärare i nationalekonomi och assistent vid universitetet till 1969. Därefter anställdes han vid finansdepartementet och sekretariatet för ekonomisk planering. Nilsson blev kansliråd 1974 och efter regeringsskiftet 1976 flyttade han till ekonomidepartementet där han blev departementsråd.
Regeringen Ullsten utsåg Nilsson till generaldirektör för Statistiska centralbyrån (SCB) från 1979. Vid 36 års ålder blev han därmed en av de yngsta generaldirektörerna i Sverige någonsin. Som generaldirektör försvarade Nilsson en politiskt känslig rapport från SCB om effektern av 1982 års skattereform. Rapporten, som kom ut i samband med valrörelsen 1982, visade att en majoritet av svenska löntagare skulle få ökad skatt till följd av reformen. Ledande socialdemokratiska politiker, inklusive Erik Åsbrink och Kjell-Olof Feldt, kritiserade rapporten hårt. Feldt sade bland annat att ”det finns gott om stora papperskorgar i riksdagshuset där undersökningshäftet lämpligen kan kastas.” Även centerpartiets företrädare Allan Pettersson var starkt kritisk. Moderaterna å andra sidan ansåg att rapporten visade att de hade rätt i sin kritik mot reformen och att SCB snarare hade varit konservativa eftersom de inte hade tagit hänsyn till inflationen, som var närmare åtta procent.
I mars 1983 förordnades Nilsson till generaldirektör för Riksskatteverket. Han behöll den posten fram till utgången av 1995. Efter en kort återkomst till finansdepartementet utsågs han till vd för 1–3 AP-fonderna. Vid ombildandet av fondstyrelserna i januari 2001 blev han vd för Första AP-fonden. Kort därefter, i oktober samma år, meddelade Nilsson sin avgång. Han sade till media att han hade drabbats av borrelia och börjat ”fundera på livet.” Han behöll dock platser i ett antal styrelser, bland annat som ordförande för Akademiska Hus och Exportkreditnämnden.